# Ли, Крис
Крис Ли (англ. Chris Lee; 3 октября 1980, МакТир) — канадский хоккеист, защитник.

## Карьера
Крис Ли начал свою профессиональную карьеру в 2004 году в составе клуба лиги ECHL «Флорида Эверблэйдс», до этого успешно выступая на студенческом уровне. В своём дебютном сезоне Крис провёл на площадке 83 матча, отметившись в них 38 (7+31) результативными баллами. Всего за 3 сезона в составе «Флориды» Ли набрал 107 (28+79) очков в 189 матчах, также поучаствовав в матче «всех звёзд» лиги.
После сезона 2006/07, когда Ли успел поиграть сразу за 3 команды Американской хоккейной лиги, он подписал контракт с клубом «Айова Старз», где в 68 играх записал на свой счёт 28 (7+21) очков. 4 июля 2008 года Крис заключил соглашение с клубом НХЛ «Нью-Йорк Айлендерс», однако в предсезонном выставочном матче против «Флориды Пантерз» в столкновении с игроком «пантер» Ростиславом Олешем он получил тяжёлую травму, и весь сезон 2008/09 Ли провёл в фарм-клубе «островитян» «Бриджпорт Саунд Тайгерс», набрав 33 (6+27) очка в 71 матче.
5 июля 2009 года Крис подписал контракт с «Питтсбург Пингвинз», тем не менее ещё до начала сезона он был отправлен в фарм-клуб «пингвинов» «Уилкс-Барре/Скрэнтон Пингвинз», в составе которого сумел отметиться 40 (9+31) результативными баллами в 83 проведённых встречах.
3 августа 2010 года Ли принял решение отправиться в Европу, заключив однолетнее соглашение с клубом Немецкой хоккейной лиги «Кёльнер Хайе», где, в итоге, набрал 24 (8+16) очка в 48 матчах. 17 апреля 2011 года Крис перешёл в другой немецкий клуб — «Адлер Мангейм», подписав с ним однолетний контракт. В составе своего нового коллектива Ли дошёл до финала лиги, получив звание лучшего защитника турнира, в 62 матчах отметившись 49 (14+45) набранными очками.
25 апреля 2012 года Крис покинул Германию и заключил двухлетнее соглашение с клубом Шведской элитной серии «Ферьестад». В сезоне 2012/13 Ли сумел стать самым результативным защитником лиги, записав на свой счёт 53 (19+34) результативных балла в 64 проведённых матчах.
После этого успеха стали активно муссироваться слухи об интересе к Крису со стороны российских клубов, и 26 апреля 2013 года он принял решение подписать двухлетний контракт с магнитогорским «Металлургом». 6 сентября в матче против московского «Динамо» Ли дебютировал в Континентальной хоккейной лиге, а 2 дня спустя в игре с подольским «Витязем» он набрал своё первое очко в лиге, записав на свой счёт результативную передачу. 12 сентября в матче против казанского «Ак Барса» Крис забросил дебютную шайбу в КХЛ.
Ли провел за «Магнитку» пять сезонов – с 2013 по 2018 годы. Он обладатель Кубка Гагарина-2014 и 2016, серебряный призер чемпионата России-2017. В сезоне-2014/15 стал лучшим ассистентом среди защитников КХЛ (37 передач) в регулярном чемпионате. С учетом 4 победных буллитов Ли — самый результативный защитник в истории «Металлурга»: в 335 матчах на его счету 249 (54+191) очков.
Перед началом сезона 2018/19 Крис Ли завершил игровую карьеру. Перед первым матчем сезона КХЛ со «Слованом» (5:1) звезду 37-летнего канадца открыли на Аллее Звезд, а перед стартовым вбрасыванием его свитер был поднят под своды «Арены-Металлург».

## Достижения
- Участник матча «всех звёзд» ECHL 2006.
- Серебряный призёр чемпионата Германии 2012.
- Лучший защитник чемпионата Германии 2012.
- Лучший ассистент и бомбардир-защитник чемпионата Германии 2012.
- Лучший ассистент и бомбардир-защитник чемпионата Швеции 2013.
- Участник матча звёзд КХЛ: 2014, 2015
- Обладатель Кубка Гагарина 2014.
- Обладатель Кубка Гагарина 2016.

## Статистика
| Легенда | Легенда                    | Легенда | Легенда                   | Легенда | Легенда    |
| ------- | -------------------------- | ------- | ------------------------- | ------- | ---------- |
| И       | Количество проведённых игр | Штр     | Штрафное время            | +/−     | Плюс-минус |
| Г       | Голы                       | П       | Голевые передачи          | О       | Очки       |
| -       | Статистика неизвестна      | —       | Статистика не учитывалась |         |            |

## Прочее
- Сын Криса Ли страдает синдромом Дауна[12].